# Смерть Джеймса Дина

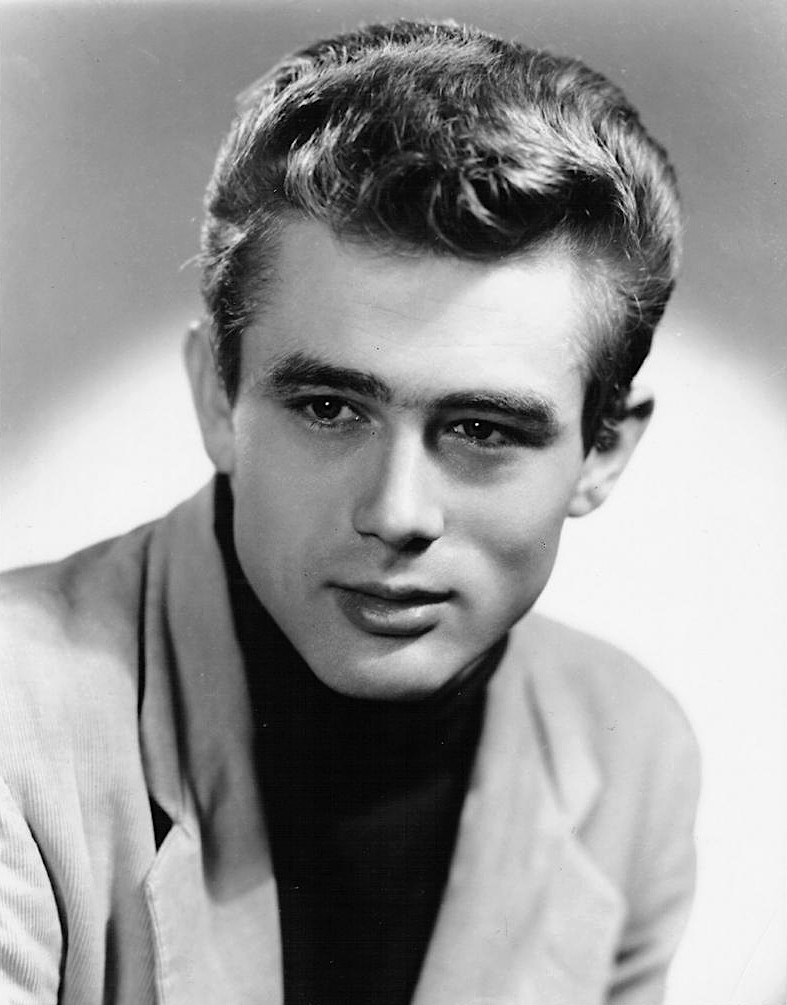
Джеймс Дин в 1953 году

Смерть американского актёра Джеймса Дина произошла в пятницу 30 сентября 1955 года около города Шолам (округ Сан-Луис-Обиспо, штат Калифорния). Неоднократно участвовавший в автогонках Дин ехал на очередное соревнование за рулём автомобиля Porsche 550 Spyder, когда на пересечении внутриштатных дорог SR 46 и SR 41, двигаясь на скорости около 88 км/ч, он столкнулся с 1950 Ford, двигавшимся ему навстречу. Ford поворачивал налево, выходя с дороги SR 46 на дорогу SR 41: Дин попытался на скорости проскочить перекрёсток и объехать Ford, однако не успел вовремя среагировать.
В результате лобового столкновения двух автомобилей Джеймс Дин скончался от полученных травм: его не довезли до больницы. Водитель «форда», 23-летний студент Политехнического университета штата Калифорния в Сан-Луис-Обиспо Дональд Тёрнапсид (англ. Donald Turnupseed) остался в живых, однако перенёс серьёзное психологическое потрясение. Суд позже снял все обвинения с Тёрнапсида.

## Предыстория. Гоночная карьера Дина

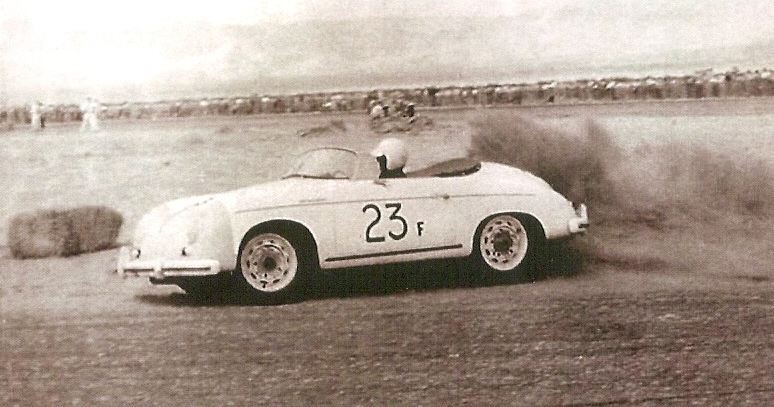
Дин за рулём Porsche Speedster 23F в Палм-Спрингс, март 1955 года

В апреле 1954 года Джеймс Дин, заполучив роль Кэла Траска в картине «К востоку от рая», приобрёл мотоцикл Triumph Tiger T110 объёмом 650 cc 1950 года выпуска, а чуть позже купил подержанный спортивный автомобиль MG TD. В марте 1955 года он обменял MG на новый Porsche Speedster, приобретённый в Голливуде на Competition Motors, а через трое суток после завершения съёмок в фильме «К востоку от рая» обменял мотоцикл Triumph 110 на Triumph TR5 Trophy. Незадолго до начала съёмок картины «Бунтарь без причины» Дин принял участие в гонке Палм-Спрингс (англ. Palm Springs Road Races) за рулём «Спидстера», финишировав первым в зачёте среди новичков в субботу, 26 марта, и приехав вторым в главной гонке в воскресенье, 27 марта. 1 и 2 мая он участвовал в гонках в Бейкерсфилде, приехав первым в своём классе и заняв 3-е место в общем зачёте. Последнюю гонку за рулём «Спидстера» он провёл в Санта-Барбаре 30 мая в День поминовения: стартовав с 18-й позиции, Дин вышел на 4-е место, однако вскоре сошёл с дистанции из-за превышения предела допустимых оборотов двигателя.
Во время съёмок фильма «Гигант», шедших с июня по сентябрь 1955 года, кинокомпания Warner Brothers запретила Дину участвовать в каких-либо автогонках. В июле Дин и дилер из Бербанка Джей Чемберлен внесли первый взнос за автомобиль Lotus Mark IX: актёра предупредили, что доставка автомобиля будет отложена до осени. 21 сентября, когда завершались съёмки «Гиганта», Дин отправился на Competition Motors, где решил обменять свой Speedster на более мощный и быстрый Porsche 550 Spyder (серийный номер VIN 550-0055). Он был включён в список участников гонки в Салинасе (англ. Salinas Road Race), назначенной на 1—2 октября. Также Дин приобрёл Ford Country Squire 1955 года выпуска, чтобы буксировать Porsche 550 на гонки и с гонок (машину планировалось посадить на открытый прицеп).
Историк Porsche Ли Раскин писал, что Дин попросил художника и линовщика Дина Джеффриса раскрасить автомобиль следующим образом: чёрной краской на капоте, дверях и задней части автомобиля изобразить номер 130, а на капоте у заднего обтекателя изобразить надпись «Маленький ублюдок» (англ. Little Bastard). Красные «гоночные» (ковшеобразные) сиденья и красные полосы на хвостовой части автомобиля, наносимые на Spyder для его лучшей заметности в гонках, остались оригинальными, «заводскими». По одной версии, «Маленьким ублюдком» Дина прозвал каскадёр-водитель Билл Хикман, работавший на студии Warner Brothers и друживший с Дином; в свою очередь, Дин в шутку называл Хикмана «Большим ублюдком» (англ. Big Bastard). Хикман входил в состав группы Дина, которая отправлялась 30 сентября 1955 года на автогонки в Салинасе. По другой версии, которую приводили друзья Джеймса Дина, Фил Стерн и Лью Брекер (англ. Lew Bracker), президент Warner Brothers Джек Уорнер назвал однажды Джеймса Дина «маленьким ублюдком» за то, что он отказался одолжить студии прицеп. Дин решил «отыграться» на Уорнере и назвать автомобиль «Маленьким ублюдком», а также показать, что, несмотря на запрет от студии на участие в гонках во время съёмок, он сможет участвовать в гонках в перерывах между кинопроектами.

## Катастрофа
1. Дин покидает Hollywood Ranch Market, проезжая мимо Вайн-стрит и Фонтан-авеню в Голливуде

 2. Дин останавливается на заправке (бульвар Вентура и бульвар Беверли-Глен) в Шерман-Окс

 3. Дина останавливают за превышение скорости в Меттлере

 4. Дин выезжает на дорогу SR 166/33, проезжая через Марикопу

 5. Дин останавливается в Блэкуэллс-Корнер

 6. Место автокатастрофы — перекрёсток дорог SR 46 и SR 41

 7. Пасо-Роблес, где Дин должен был остановиться на ужин

30 сентября 1955 года Джеймс Дин и заводской гонщик Porsche Рольф Вютерих посещали Competition Motors в Голливуде, готовя Porsche 550 («Маленького ублюдка») для гонок на выходных в Салинасе. Изначально актёр хотел, чтобы машину отбуксировали с помощью Ford Country Squire 1955 года выпуска: за рулём форда должен был сидеть Хикман, а вместе с ним поехал бы фотограф Сэнфорд Рот, который собирался организовать фотосессию с Дином на гонках специально для журнала Collier’s. Однако поскольку не была проведена должная обкатка автомобиля, его пробег был недостаточным, чтобы он получил допуск к гонкам. Вютерих посоветовал Дину самому доехать до Салинаса, чтобы привыкнуть к машине и набраться опыта перед гонками. Группа пообедала в Hollywood Ranch Market на улице Вайн-стрит недалеко от Competition Motors, а в 13:15 по местному времени (PST) отправились в путь. Около 14:00 они остановились для дозаправки на станции Mobil на перекрёстке бульваров Вентура и Беверли-Глен в Шерман-Окс. Затем группа отправилась на север по шоссе «Золотого штата» и далее через Грейпвайн в сторону Бейкерсфилда.
В 15:30 Дина остановил сотрудник Калифорнийского дорожного патруля Оти В. Хантер (англ. Otie V. Hunter) в районе Меттлера, Уиллер-Ридж, к югу от Бейкерсфилда. Причиной остановки стало превышение разрешённой скорости в 89 км/ч (55 миль/ч); Дин ехал со скоростью 105 км/ч (65 миль/ч), за что и был оштрафован. Оштрафованным оказался и Хикман, ехавший за рулём Ford Country Squire с трейлерным прицепом: для транспортных средств с прицепом ограничение скорости составляло 72 км/ч (45 миль/ч), а Хикман ехал на 32 км/ч (20 миль/ч) быстрее. Получив свои извещения о штрафе, Дин и Хикман свернули в сторону дороги SR 166/33, чтобы не ехать через Бейкерсфилд, где ограничение скорости составляло 40 км/ч (25 миль/ч). Дорога SR 166/33 была известна как кратчайший путь для гонщиков в Салинас, за что и получила прозвище «Дорога гонщика» (англ. Racer's road): оттуда можно было доехать до Блэкуэллс-Корнер и выехать на дорогу 466 (нынешняя SR 46). Писатель Уоррен Бит, уроженец Бейкерсфилда, на основании результатов допроса Рольфа Вютериха утверждал, что вся команда Дина всё-таки проехала через Бейкерсфилд и затем свернула влево на дорогу 466; Хантер также свидетельствовал, что Дин поехал через Бейкерсфилд. Бит говорил, что шоссе 99 не проходит через пригороды Бейкерсфилда, а идёт в обход города по восточной стороне. Так или иначе, но Дин прибыл в Блэкуэллс-Корнер, где немного отдохнул, встретившись с гонщиками Лэнсом Ревентловом и Брюсом Кесслером, которые также ехали в Салинас на машине Ревентлова Mercedes-Benz 300SL. Перед отъездом все трое гонщиков договорились встретиться за ужином в Пасо-Роблес.
Приблизительно в 15:15 Дин и Хикман покинули Блэкуэллс-Корнер и двинулись в западном направлении по дороге 466 в сторону Пасо-Роблес, находившемуся примерно в 97 км. Сидевший за рулём «Маленького ублюдка» Дин разогнался и очень далеко оторвался от форда и прицепа. Продолжая своё движение, Porsche проскочил перевал Полонио (англ. Polonio Pass) и устремился далее вниз по склону Энтилоп (англ. Antelope Grade), двигаясь в сторону перекрёстка дорог SR 466 и SR 41, а примерно в 15:30 проехал небольшой городок Шендон. Приблизительно в 15:45 на перекрёстке SR 466 и SR 41, расположенном на расстоянии одной мили от Шолэма, появился чёрно-белый Ford Tudor 1950 года выпуска, который ехал с запада на восток по дороге SR 466. За рулём форда находился 23-летний Дональд Тёрнапсид (англ. Donald Turnupseed), отслуживший в ВМС США и бывший на тот момент студентом Политехнического университета в Сан-Луис Обиспо. На перекрёстке, где навстречу Тёрнапсиду двигался автомобиль Джеймса Дина, Дональд повернул налево: оттуда он выходил на дорогу 41 и мог двигаться в северном направлении, в сторону Фресно. В то время как его форд уже пересёк разделительную полосу, находившийся за рулём Porsche Дин двигался наперерез Тёрнапсиду: осознавая, что может произойти авария, Джеймс попытался вывернуть руль вправо, чтобы уйти от столкновения. Однако он не сумел этого сделать, и оба автомобиля врезались друг в друга почти лоб-в-лоб. Согласно показаниям свидетеля происшествия Джона Роберта Уайта (англ. John Robert White), Spyder после столкновения перевернулся два или три раза, прежде чем свалиться в канаву к северо-западу от перекрёстка. Сила столкновения была настолько большой, что более тяжёлый Ford отбросило на 12 метров назад.
Свидетелями столкновения стали несколько прохожих, которые попытались помочь пострадавшим. Женщина, имевшая опыт сиделки, подбежала к Дину и, проверив его шею, почувствовала слабый пульс. Сотрудники Калифорнийского дорожного патруля капитан Эрнест Трипке (англ. Ernest Tripke) и капрал Рональд Нельсон, которые в это время пили кофе на рабочем месте, получили срочный вызов и отправились на место ДТП. До их прибытия удалось вытащить Дина из искорёженного автомобиля: его левая нога была зажата между педалью сцепления и педалью тормоза. Актёр получил серьёзные травмы в результате столкновения: у него была сломана шея, а также имели место многочисленные внешние и внутренние повреждения. По свидетельствам Нельсона, в машину неотложной скорой помощи погрузили Дина, который был без сознания и находился на грани смерти, и едва пришедшего в себя Вютериха, которого в результате удара попросту выбросило из Spyder: он упал перед машиной, приземлившись на плечо. Обоих доставили в военный госпиталь Пасо-Роблес в 45 км от места ДТП, однако Дина не успели довезти. В 18:20 по прибытии в госпиталь врач Роберт Боссерт (англ. Robert Bossert) констатировал смерть Джеймса Дина: согласно медицинскому заключению, у актёра были диагностированы перелом шеи, многочисленные повреждения верхней и нижней челюсти, переломы обеих рук и повреждения внутренних органов. Принято считать, что Джеймса Дина не стало в 17:59 по местному времени. Уоррен Бит писал, что Дин умер на руках Била Хикмана. Несмотря на сообщения о движении Дина со скоростью свыше 137 км/ч, Нельсон на основании характера повреждений и местонахождения тела водителя заключил, что Дин вёл автомобиль со скоростью 89 км/ч.

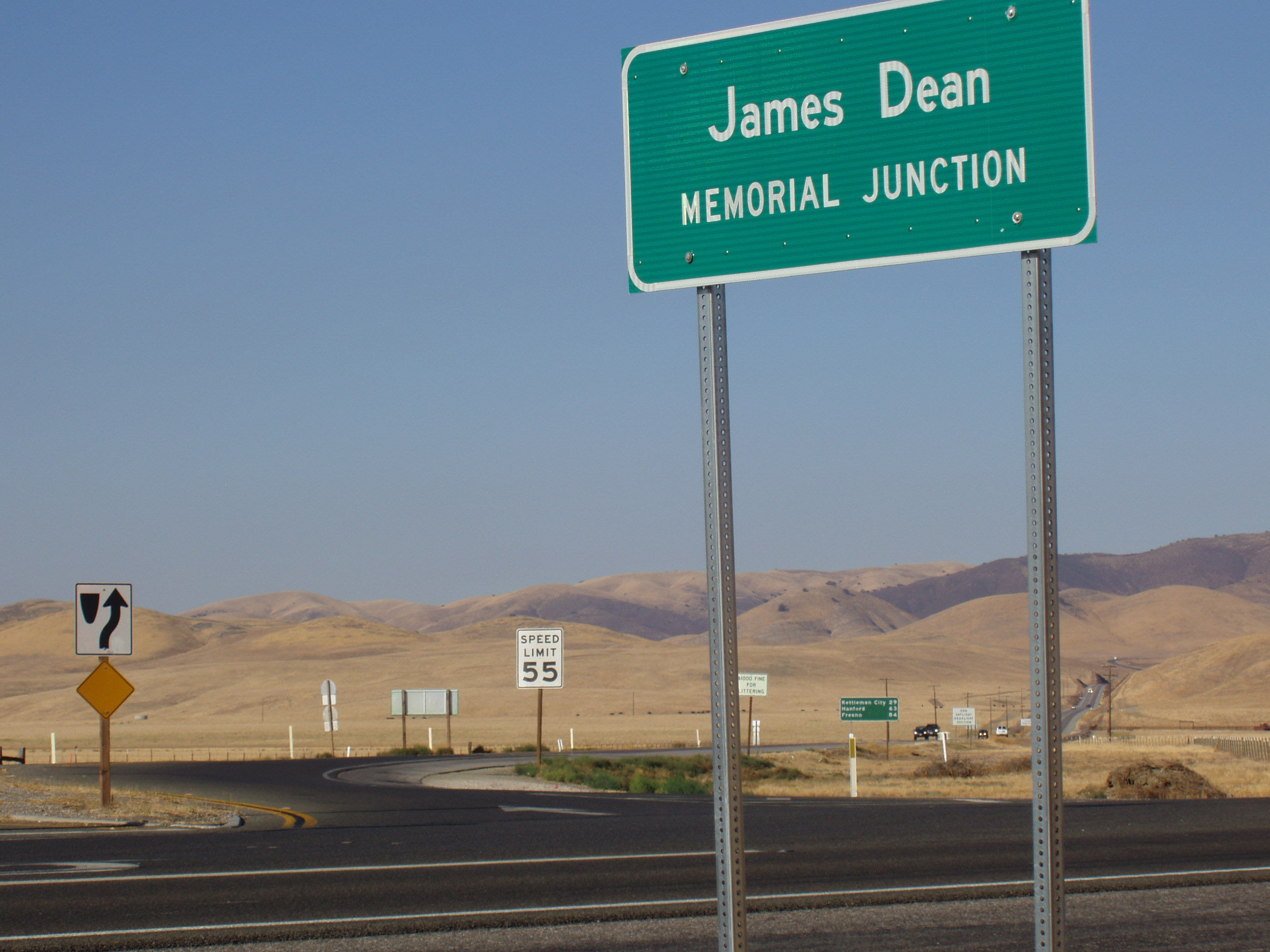
Перекрёсток дорог SR 46 (Калифорния) (бывшая SR 446) и SR 41 (Калифорния), 2007 год

Рольф Вютерих выжил в автокатастрофе, но сломал челюсть и серьёзно повредил бедро, в связи с чем потребовалось срочное хирургическое вмешательство. Дональд Тёрнапсид получил небольшие повреждения лица, отделавшись разбитым в крови носом, но после допроса сотрудниками Калифорнийского дорожного патруля решил добираться автостопом до своего дома в Тюлэри. Хикман и Рот прибыли на место происшествия спустя 10 минут: Хикман помогал вытащить Дина из искорёженной машины, а Рот сделал фотографии с места происшествия, которые затем приобрёл японский бизнесмен Сэйта Ониси (англ. Seita Ohnishi), установивший на месте трагедии мемориальный комплекс. Некоторые источники утверждают, что перед столкновением Вюттерих просил Дина сбавить скорость на перекрёстке, в ответ на что Дин сказал: «Этот парень должен остановиться … он нас увидит» (англ. That guy's gotta stop ... He'll see us). Ли Раскин полагает, что все отчёты о разговорах Дина и Вютериха за рулём перед моментом столкновения являются не более чем догадками, а в интервью 1960 года журналу Christophorus, официальному изданию компании Porsche, Вютерих заявил, что не помнит момента аварии.

## Расследование и последствия
Шериф-коронер приказал провести расследование случившегося ДТП: 11 октября 1955 года в Сан-Луис-Обиспо состоялось судебное слушание, на котором выступал Дональд Тёрнапсид. Он сказал, что не видел низкопрофильный Spyder до того момента, как начал поворачивать в сторону дороги SR 41. После того, как были приведены показания сотрудников Калифорнийского дорожного патруля и иных свидетелей аварии, судьи постановили, что смерть Джеймса Дина в ДТП стала результатом несчастного случая без какого-либо криминального умысла, и с Тёрнапсида сняли обвинения в каких-либо действиях, приведших к гибели Дина. Несмотря на это, для Тёрнапсида катастрофа стала серьёзной психологической травмой: единственное интервью по поводу аварии он дал газете Tulare Advance-Register сразу после катастрофы и вплоть до своей смерти наотрез отказывался публично что-либо говорить по поводу гибели Дина. В дальнейшем Тёрнапсид стал владельцем крупного и успешного бизнеса в области электротехнического подряда. Он умер в 1995 году в возрасте 63 лет от рака лёгких. Выживший в аварии Вютерих перенёс несколько операций на бедре и бедренной кости, вернулся в Германию в 1957 году. Он испытывал серьёзные психологические трудности. В дальнейшем он работал в испытательном отделе Porsche и выступал в разных международных гоночных и раллийных командах. 22 июля 1981 года Вютерих погиб в автокатастрофе в Купферцелле, не справившись с управлением и врезавшись в дом: как и в случае с Дином, Вютериха пришлось вытаскивать из машины, но он скончался на месте. На момент трагедии ему было 53 года.
Во время съёмок фильма «Гигант» Дин снялся в небольшом ролике социальной рекламы, представлявшем собой интервью с актёром Гигом Янгом: ролик был снят по заказу Национального совета безопасности (некоммерческой организации). По сюжету ролика, Дин в образе героя «Гиганта» по имени Джетт Ринк рассказывал о том, насколько опасной для жизни может быть езда по шоссе на высокой скорости. В конце ролика Дин должен был произнести: «Жизнь, которую ты спасаешь, может оказаться твоей собственной» (англ. The life you save may be your own), однако на съёмках Дин изменил свою фразу, сказав: «Жизнь, которую ты можешь спасти, может оказаться моей» (англ. The life you might save might be mine).

## Похороны и память

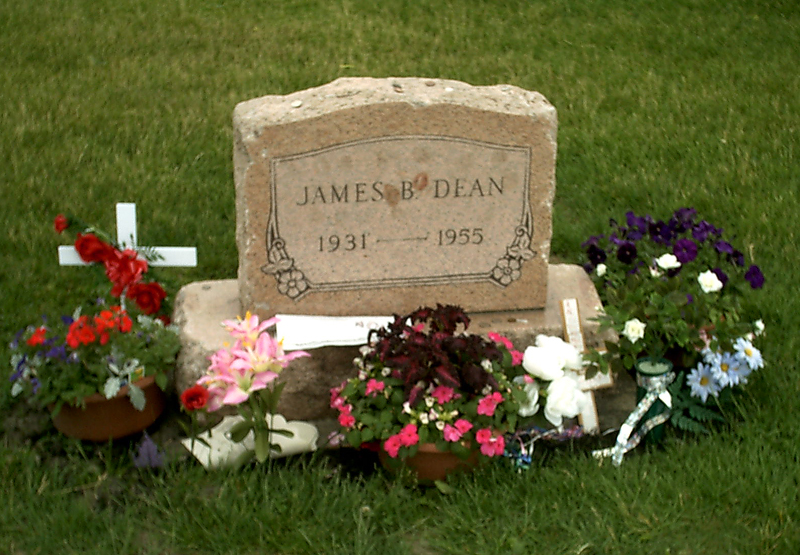
Могила Джеймса Дина в Фэрмаунте

8 октября 1955 года состоялось отпевание Джеймса Дина в Фэрмаунтской церкви друзей (англ. Fairmount Friends Church) в городе Фэрмаунт (штат Индиана). Его хоронили в закрытом гробу в связи с серьёзными повреждениями, которые получил Дин перед смертью. На церемонии прощания в церкви присутствовали около 600 человек, в то время как снаружи церкви ждали ещё 2400 человек. Дин был похоронен на кладбище Парк в Фэрмаунте, меньше чем в миле от фермы, на которой вырос. Ежегодно в Фэрмаунте проходят конкурсы двойников Джеймса Дина.

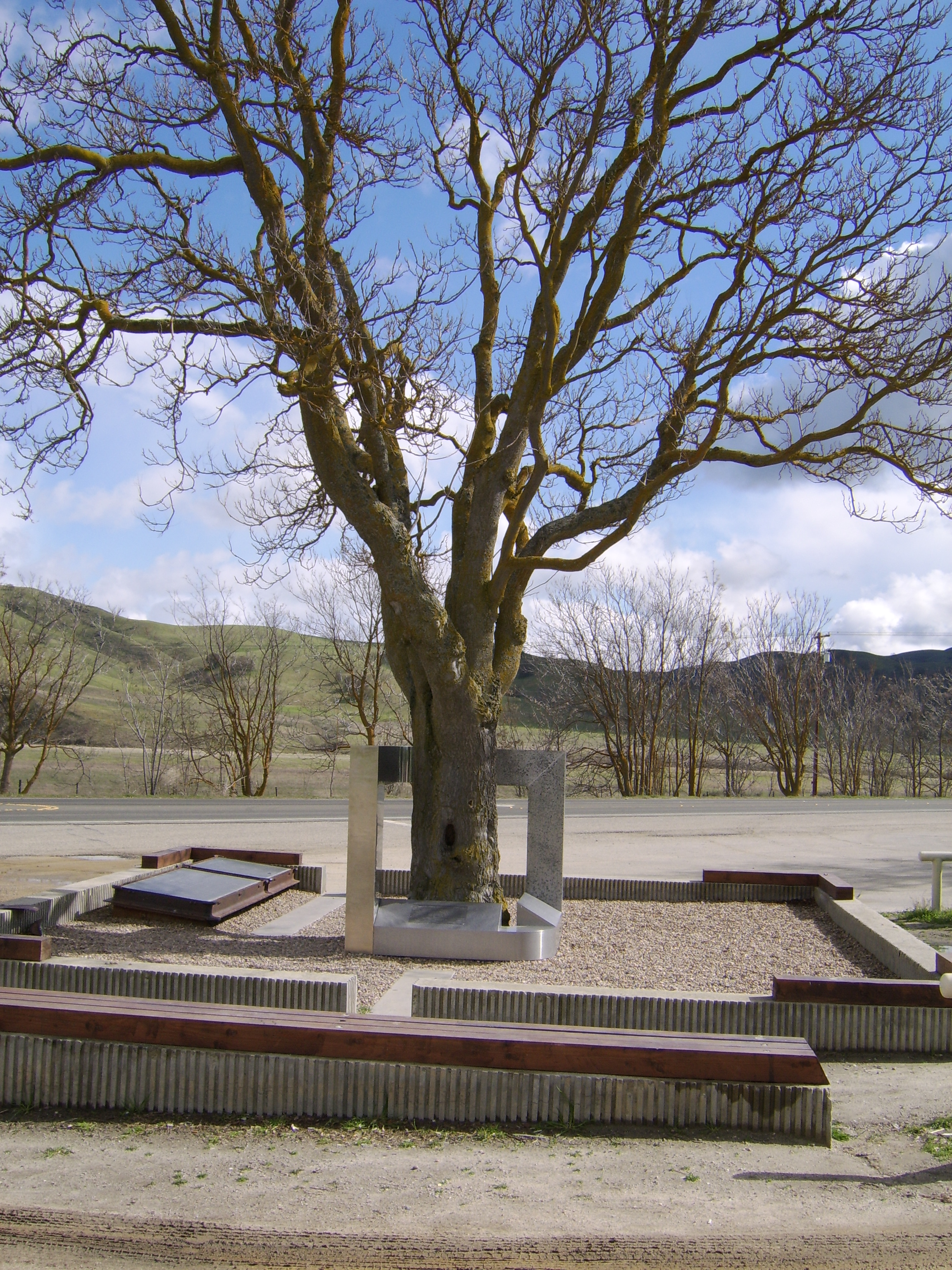
Дерево айлант высочайший и памятник Дину

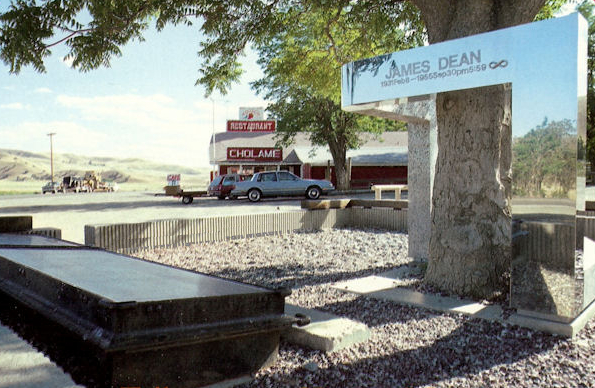
Мемориал Джеймса Дина в Шоламе, расположенный на расстоянии примерно одной мили к востоку от места трагедии

Со временем перекрёсток, где произошла трагедия, зарос и превратился в пастбище, а обе дороги за десятилетия были перестроены для обеспечения более безопасного движения. 30 сентября 2005 года, в день 50-летия со дня гибели Дина, в рамках мероприятий штата Калифорния по увековечиванию памяти актёра перекрёсток двух шоссе под номерами 46 и 41 получил официальное название Мемориального перекрёстка имени Джеймса Дина (35°44′05″ с. ш. 120°17′04″ з. д.)
В 1977 году в Шоламе был установлен памятник Дину: это стилизованная скульптура, выполненная из нержавеющей стали и установленная вокруг айланта высочайшего перед бывшим зданием почтового отделения Шолама. Скульптура была изготовлена в Японии на средства бизнесмена Сэйты Ониси из Кобе и доставлена в США: Ониси выбрал место для установки памятника, изучив место трагедии, которое находилось меньше чем в миле оттуда. На скульптуре выбиты имя и фамилия Джеймса Дина, дата его рождения, дата и время смерти и знак бесконечности. На памятнике также присутствует цитата из сказки «Маленький принц» Антуана де Сент-Экзюпери: «Самого главного глазами не увидишь» (англ. What is essential is invisible to the eye), которая была одной из любимых цитат Дина и которую добавил на памятник Уильям Баст. Под памятником установлена мемориальная табличка со следующим обращением Ониси, датируемым 4 июля 1983 года:

Этот монумент был установлен как небольшой знак моей признательности народу Америки, у которого я многому научился. Он прославляет людей, которые в течение лет отважно следовали пути правды и справедливости, расширяя пределы человечества благодаря своему несгибаемому духу первооткрывателей. Он также посвящён Джеймсу Дину и другим американским бунтарям, которые научили нас важности повода. Всем, кто помог иностранцу из Японии реализовать его мечту о возведении этого памятника, я выражаю свою сердечную благодарность — семье Хёрстов, которая великодушно предоставила эту землю для установки памятника, Биллу Басту и миссис Сэнфорд Рот, ближайшим и лучшим друзьям Джеймса Дина, которые поделились со мной воспоминаниями о нём, а также представителям общественности, которые сердечно выражали свою доброту и готовность к сотрудничеству. И конечно, всем поклонникам Джеймса Дина, которые несут его факел сквозь года, спасибо вам.
4 июля 1983

Сэйта Ониси
Оригинальный текст (англ.)This monument stands as a small token of my appreciation for the people of America, from whom I have learned so much. It celebrates a people who have over the years courageously followed the path of truth and justice, while expanding the limits of mankind with their boundless pioneering spirit. It also stands for James Dean and other American Rebels who taught us the importance of having a cause. To all those who helped this stranger from Japan realize his dream of erecting this monument, I express my heartfelt thanks - The Hearst family, which graciously made its land available for this monument, Bill Bast and Mrs. Sanford Roth, James Dean's closest and best friends, who shared their memories with me; and the people of this community, who warmly extended their kindness and cooperation. And naturally, to all the James Dean fans who have carried his torch throughout the years, thank you.

July 4, 1983

Seita Ohnishi

## Легенда о «проклятии» автомобиля Джеймса Дина

### Предупреждение от Алека Гиннесса
Британский актёр Алек Гиннесс в своей автобиографии «Нет худа без добра» (англ. Blessings in Disguise) писал, что вечером 23 сентября 1955 года ненароком предсказал трагедию. В тот вечер он со своей подругой Тельмой Мосс никак не мог найти свободный столик в ресторане, вследствие чего они собрались поискать другой. Однако они встретили Джеймса Дина, который предложил им занять место за своим столиком. Он же показал им недавно купленную Porsche 550, отметив при этом, что машина могла гипотетически разогнаться до скорости в 150 миль/ч, хотя он её ещё не испытывал. Взволнованный и проголодавшийся к тому моменту Гиннесс, увидев машину, испытал непомерное чувство зависти, но тут же произнёс, по собственным ощущениям, «не своим голосом» следующую фразу:

Пожалуйста, не садись за руль этой машины ни в коем случае. Сейчас 10 часов, 23 сентября 1955 года. Если ты сядешь в неё, то к концу следующей недели ты уже будешь мёртв.
Оригинальный текст (англ.)Please, never get in it. It is now ten o'clock, Friday the 23rd of September, 1955. If you get in that car you will be found dead in it by this time next week.

Дин со смехом отреагировал на слова Гиннесса, заявив: «Чушь это! Не будь таким вредным!» (англ. Oh, shucks! Don't be so mean!), а Гиннесс тотчас же извинился за сказанные слова, сославшись на то, что просто очень сильно устал и проголодался. Тем не менее предупреждение Гиннесса оказалось правдой: спустя неделю Дин погиб в автокатастрофе, а сам Гиннесс всю неделю до аварии испытывал тревогу за сказанное.

### Джордж Баррис
По словам писателя Уоррена Бита, один из наиболее известных в то время кастомайзеров автомобилей Джордж Баррис выкупил разбитую машину, восстановил её и выставил в 1956 году на публичное обозрение. В дальнейшем Баррис описал серию мистических событий, которые случались с «Маленьким ублюдком» с 1956 по 1960 годы: автомобиль якобы нередко попадал в происшествия, среди которых были и аварии со смертельным исходом. В рассказах Барриса автомобиль Дина в разных ситуациях то падал с грузовика, перевозившего машины, и раскалывался надвое, то сам по себе разваливался на 11 частей, то падал на прохожего. Уоррен Бит полагал, что слухи о проклятии распустил как раз Джордж Баррис, поскольку тот любил рассказывать подобные истории о машинах, а заявления Барриса часто противоречили прессе, в которой упоминаемые им происшествия вообще не встречались. По словам Ли Раскина, основой для городской легенды о «проклятии» машины Дина послужил материал из книги Барриса «Автомобили звёзд» (англ. Cars of the Stars).
В 2005 году в книге «Джеймс Дин: На скорости» (англ. James Dean: At Speed) Ли Раскин писал, что страховая компания признала безвозвратной утратой попадание Porsche 550 Spyder в автокатастрофу и выплатила отцу актёра, Винтону Дину, полную рыночную стоимость автомобиля в качестве моральной компенсации. Автомобиль же был отвезён на автосвалку в Бербанке и продан доктору Уильяму Ф. Эшриху (англ. Dr. William F. Eschrich). Хирург Эшрих, который в 1955 году трижды соревновался с Дином в автогонках, разобрал машину, сняв с неё 4-цилиндровый двигатель Porsche и всю механическую составляющую. Он установил двигатель на шасси гоночной машины Lotus IX, назвав собранную машину «Potus», и испытал её в семи автогонках Калифорнийского автоспортивного клуба (англ. California Sports Car Club) в 1956 году. 21 октября 1956 года на автогонках в Помоне (англ. Pomona Sports Car Races) Эшрих, управляя своей машиной, столкнулся с другим водителем, а ещё один участник гонок, хирург из Беверли-Хиллс по имени Трой Макгенри (англ. Troy McHenry), который установил на свою машину часть подвески и рулевого управления от Porsche 550, не справился с управлением из-за отказа руля и врезался в дерево, погибнув на месте. По мнению Уильяма Бита, эта катастрофа и стала отправной точкой для развития легенды о «проклятии» машины. Баррис в своей книге при этом утверждал, что Макгенри управлял машиной с двигателем Porsche 550 Дина, а машина Эшриха с трансмиссией от Porsche 550 Дина якобы перевернулась на трассе. Согласно интервью Эшриха, данному на следующий день после гибели Макгенри, доктор Эшрих действительно столкнулся с другим гонщиком, но сам не пострадал в аварии. Он рассказывал, что на время дал доктору Макгенри возможность воспользоваться трансмиссией и запчастями от Porsche 550 Джеймса Дина: по его словам, погибший Макгенри вряд ли мог перед той злополучной гонкой установить трансмиссию с машины Дина, но Эшрих уверял, что Макгенри точно установил маятниковые рычаги Porsche на заднюю ось своей машины. Исходя из этого, Уоррен Бит считает доктора Макгенри единственной bona fide жертвой «проклятия».
Ещё одним из наиболее известных мифов о машине считается утверждение, что 12 марта 1959 года в гараже города Фресно, в доме 3158 на Хэмилтон-авеню вспыхнул пожар, в результате которого «Маленький ублюдок» сильно обгорел: пожар якобы случился за сутки до выставки, посвящённой вопросам безопасности дорожного движения и автогонок. В то же время в статье газеты The Fresno Bee от 12 мая 1959 года утверждалось, что пожар произошёл 11 марта по неизвестной причине, однако у машины пострадали только пара шин и слегка обгорел корпус, и при этом никто не пострадал.

### Судьба автомобиля
Раскин полагает, что Баррис мог кастомизировать некоторые автомобили специально для фильма «Бунтарь без причины», но при этом он никогда не кастомизировал какие-либо из личных машин Дина. Лью Брекер, лучший друг Дина в Лос-Анджелесе и бывший гонщик Porsche, отрицал какую-либо связь Барриса с гоночными пристрастиями Дина и считал, что Баррис попросту не имел возможности пригласить Дина на гонки в Салинасе. Доподлинно неизвестно, каким образом Баррис связался с Эшрихом, однако в любом случае после того, как Эшрих разобрал разбитую Porsche, её изуродованный кузов оказался в руках Барриса. Тот в 1956 году объявил о намерении восстановить «Маленького ублюдка», однако его задача осложнялась тем, что у шасси после аварии уже не было прежней интегральной прочности. Баррис решил приварить лист алюминия над вмятым левым передним крылом, а также обстучать алюминиевые панели деревянной доской размером 2x4, чтобы попытаться сымитировать ущерб, нанесённый машине в результате ДТП. В том же году он предоставил на время «Маленького ублюдка» отделению Национального совета безопасности в Лос-Анджелесе для проведения выставки разных модифицированных машин: на ней Porsche 550 Джеймса Дина был представлен как «Последний спортивный автомобиль Джеймса Дина». В 1957—1959 годах машина стала экспонатом нескольких автомобильных выставок в Калифорнии, была представлена на обозрение в кинотеатрах и кегельбанах, а также на некоторых витринах с предупреждениями по поводу безопасности дорожного движения.
Согласно Джорджу Баррису, автомобиль Porsche 550 в 1960 году бесследно исчез на пути из Флориды в Лос-Анджелес, хотя перевозился в опечатанном грузовом вагоне и сопровождался командой детективов из агентства Пинкертона. По прибытии в пункт назначения Баррис якобы провёл осмотр состава и не обнаружил машины внутри вагона. По мнению Ли Раскина, «страшилки» Барриса про «Маленького ублюдка» потеряли актуальность в 1960-е годы, когда объектом внимания поп-культуры стали так называемые «muscle cars». Раскин также полагает, что Баррис мог попросту взять и потерять машину, оставив её где-то и потом забыв об этом. Рассказы о загадочном исчезновении машины были одним из способов увековечивания Баррисом мифа о Дине, особенно в юбилейные даты со дня гибели актёра.
Хотя легендарный «Маленький ублюдок» действительно исчез из поля зрения, музей Historic Auto Attractions в Роско (штат Иллинойс) утверждает, что в его коллекции хранится фрагмент кузова Porsche 550 Джеймса Дина, якобы вырезанный из части корпуса около ветрового стекла и украденный неизвестными в то время, как искорёженные останки машины хранились в гараже Шолэма после аварии. В 2005 году автомобильный музей Volo Auto Museum в Воло (штат Иллинойс) заявил, что в их коллекции находится пассажирская дверь от «Маленького ублюдка». Баррис и власти Воло предложили миллион долларов каждому, кто докажет, что эти детали действительно принадлежали разбившемуся автомобилю, однако за деньгами никто не явился. Сам Раскин задокументировал и опубликовал все серийные номера (VIN) для Porsche 550 (шасси, двигатель, трансмиссия) и для Porsche 356 Super Speedster: оригинальный 4-цилиндровый двигатель (номер 90059) и документы на машину принадлежали семье доктора Эшриха, передающий блок (номер 10046) — реставратору автомобилей и коллекционеру Porsche Джеку Стайлсу из Массачусетса. В то же время Уоррен Бит, ссылаясь на Раскина, писал, что передающий блок принадлежал некоему Джиму Баррингтону из Пьедмонта (Калифорния), а ещё один элемент машины — табличка Nurburing, находившаяся у водительского места в Porsche — была кем-то подобрана с места аварии и позже передана в исторический музей Фэрмаунта в Индиане. Местонахождение обеих машин Дина (Porsche 550 и Porsche 356) в настоящее время остаётся неизвестным.

## Память
Джеймс Дин снялся всего в трёх фильмах и погиб в возрасте 24 лет. Ему удалось создать настолько удачный образ в кино, что он стал первым актёром, номинированным на премию «Оскар» посмертно, а его имя помнят до сих пор: спустя десятилетия после его смерти поклонники возлагают цветы на место гибели актёра в честь «бунтаря без причины».
15 февраля 2009 года на SCVTV вышел документальный фильм «Суть легенды: Последняя поездка Джеймса Дина» (англ. The Stuff of Legend: James Dean's Final Ride), созданный при участии Исторического общества долины Санта-Кларита (англ. Santa Clarita Valley Historical Society). В фильме снялись все три сотрудника дорожного патруля Калифорнии, связанные с днём гибели Джеймса Дина — Оти Хантер, оштрафовавший Дина за превышение скорости, а также Эрни Трипке и Рональд Нельсон, расследовавшие катастрофу.